# Dimitri Delporte
Dimitri Delporte (14 september 1976) is een Belgisch voetbalcoach en voormalig voetballer. Hij speelde als middenvelder.

## Spelerscarrière
Delporte debuteerde in de Belgische Eerste Klasse in het seizoen 1994/95. Toen Cercle naar Tweede klasse zakte, speelde hij vooral bij verschillende clubs in de lagere nationale reeksen. In december 2016 zette Delporte met onmiddellijke ingang een punt achter zijn spelerscarrière om trainer te worden van FC Heist.
Delporte heeft een diploma regent lichamelijke opvoeding.

## Clubstatistieken
| Seizoen         | Club                     | Land            | Competitie         | Competitie | Competitie | Beker | Beker | Supercup | Supercup | Europees | Europees | Totaal | Totaal |
| Seizoen         | Club                     | Land            | Competitie         | Wed.       | Dlp.       | Wed.  | Dlp.  | Wed.     | Dlp.     | Wed.     | Dlp.     | Wed.   | Dlp.   |
| --------------- | ------------------------ | --------------- | ------------------ | ---------- | ---------- | ----- | ----- | -------- | -------- | -------- | -------- | ------ | ------ |
| 1994/95         | Cercle Brugge            | Vlag van België | Jupiler Pro League |            |            |       |       | —        | —        | —        | —        |        |        |
| 1995/96         | Cercle Brugge            | Vlag van België | Jupiler Pro League |            |            |       |       | —        | —        | —        | —        |        |        |
| 1996/97         | Cercle Brugge            | Vlag van België | Jupiler Pro League |            |            |       |       | 1        | 0        | 0        | 0        |        |        |
| 1997/98         | Cercle Brugge            | Vlag van België | Tweede klasse      |            |            |       |       | —        | —        | —        | —        |        |        |
| 1998/99         | KM Torhout               | Vlag van België | Derde klasse       |            |            |       |       | —        | —        | —        | —        |        |        |
| 1999/00         | KMSK Deinze              | Vlag van België | Tweede klasse      |            |            |       |       | —        | —        | —        | —        |        |        |
| 2000/01         | KMSK Deinze              | Vlag van België | Tweede klasse      |            |            |       |       | —        | —        | —        | —        |        |        |
| 2000/01         | Eendracht Aalter         | Vlag van België | Vierde klasse      |            |            |       |       | —        | —        | —        | —        |        |        |
| 2001/02         | Berchem Sport            | Vlag van België | Vierde klasse      |            |            |       |       | —        | —        | —        | —        |        |        |
| 2002/03         | Berchem Sport            | Vlag van België | Derde klasse       |            |            |       |       | —        | —        | —        | —        |        |        |
| 2003/04         | KSK Maldegem             | Vlag van België | Derde klasse       |            |            |       |       | —        | —        | —        | —        |        |        |
| 2004/05         | KSK Maldegem             | Vlag van België | Derde klasse       |            |            |       |       | —        | —        | —        | —        |        |        |
| 2005/06         | KSK Maldegem             | Vlag van België | Derde klasse       |            |            |       |       | —        | —        | —        | —        |        |        |
| 2005/06         | Sint-Eloois-Winkel Sport | Vlag van België | Vierde klasse      |            |            |       |       | —        | —        | —        | —        |        |        |
| 2006/07         | Sint-Eloois-Winkel Sport | Vlag van België | Vierde klasse      |            |            |       |       | —        | —        | —        | —        |        |        |
| 2007/08         | Sint-Eloois-Winkel Sport | Vlag van België | Vierde klasse      |            |            |       |       | —        | —        | —        | —        |        |        |
| 2008/09         | Sint-Eloois-Winkel Sport | Vlag van België | Vierde klasse      |            |            |       |       | —        | —        | —        | —        |        |        |
| 2009/10         | Sint-Eloois-Winkel Sport | Vlag van België | Vierde klasse      |            |            |       |       | —        | —        | —        | —        |        |        |
| 2010/11         | KSC Blankenberge         | Vlag van België | Eerste provinciale |            |            |       |       | —        | —        | —        | —        |        |        |
| 2011/12         | KSC Blankenberge         | Vlag van België | Eerste provinciale |            |            |       |       | —        | —        | —        | —        |        |        |
| 2012/13         | Eendracht De Haan        | Vlag van België | Tweede provinciale |            |            |       |       | —        | —        | —        | —        |        |        |
| 2013/14         | Eendracht De Haan        | Vlag van België | Tweede provinciale |            |            |       |       | —        | —        | —        | —        |        |        |
| 2014/15         | Eendracht De Haan        | Vlag van België | Tweede provinciale |            |            |       |       | —        | —        | —        | —        |        |        |
| 2015/16         | Eendracht De Haan        | Vlag van België | Derde provinciale  |            |            |       |       | —        | —        | —        | —        |        |        |
| 2016/17         | Eendracht De Haan        | Vlag van België | Tweede provinciale |            |            |       |       | —        | —        | —        | —        |        |        |
| Carrière totaal |                          |                 |                    |            |            |       |       |          |          |          |          |        |        |

Bijgewerkt op 28 december 2023.

## Trainerscarrière
In december 2016 werd Delporte trainer van FC Heist, waar hij de opvolger werd van Guido Blomme. De club eindigde dat seizoen achtste in Tweede provinciale. In zijn eerste volledige seizoen als hoofdcoach van Heist eindigde de club tiende. In het seizoen 2018/19 eindigde Heist derde, waardoor de club zich plaatste voor de eindronde. De club greep echter naast de promotie. In oktober 2023 gingen trainer en club uit elkaar. Diezelfde maand nog ging hij aan de slag bij zijn ex-club Eendracht De Haan.